# Église Saint-Maurice de Steinbrunn-le-Haut
L'église Saint-Maurice est un monument historique situé à Steinbrunn-le-Haut, dans le département français du Haut-Rhin.

## Localisation
Ce bâtiment est situé rue de l'Église à Steinbrunn-le-Haut.

## Historique
L'édifice fait l'objet d'une inscription au titre des monuments historiques depuis 1984.